# Сучу, Александр Владимирович
Александр Владимирович Сучу (укр. Олександр Володимирович Сучу; род. 22 февраля 1990, Севастополь) — украинский и российский футболист, нападающий.

## Клубная карьера
Воспитанник севастопольской СДЮШОР-5. Футбольную карьеру начал в составе «Севастополя». Дебютировал в футболке клуба из одноименного города 15 августа 2006 в проигранном (1:5) выездном поединке 3-го тура группы Б Второй лиги против запорожского «Металлург-2». Александр вышел на поле на 88-й минуте, заменив Эрвина Меметова. Первую часть сезона 2007/08 годов провел в аренде в белоцерковской «Рось», в футболке которой во Второй лиге сыграл 3 поединка. Дебютным голом в профессиональном футболе отметился 20 июля 2008 за «Севастополь-2» на 16-й минуте проигранном (2:3) выездном поединке 1-го тура группы Б Второй лиги против днепродзержинской «Стали». Сучу вышел на поле в стартовом составе, а на 29-й минуте его заменил Евгений Прокопенко. Дебютным голом за первую команду отличился 9 августа 2009 года на 72-й минуте 4-го тура Первой лиги против «Энергетика» из Бурштына. Александр вышел на поле на 65-й минуте, заменив Эрвина Меметова. В футболке севастопольского клуба в чемпионатах Украины сыграл 39 матчей, в которых отличился 3 голами, еще 3 поединка провел в кубке Украины.
Во время зимнего перерыва сезоны 2010/11 годов переехал в Молдавию, где усилил «Искру-Сталь». В новой команде дебютировал 16 февраля 2011 в победном (1:0) выездном поединке 22-го тура Национального дивизиона Молдовы против «Нистру» из города Отачь. Александр вышел в стартовом составе, а на 63-й минуте его заменил Владимир Тарану. Дебютным голом в элитном дивизионе чемпионата Молдовы отличился 20 февраля 2011 года на 59-й минуте проигранного (1:2) домашнего поединка против кишинёвской «Дачии». Сучу вышел на поле в стартовом составе, а на 80-й минуте его заменил Владимир Тарану. В команде провел полтора сезона, за это время в Национальном дивизионе сыграл 23 матча (9 голов), ещё 1 поединок провёл в Кубке Молдавии.
В 2012 году вернулся в Украину, где подписал контракт с «Севастополем-2» , но в официальных матчах за команду не играл. После аннексии крымского полуострова получил российское гражданство. С 2015 по 2019 год выступал за малоизвестные крымские клубы.

## Тренерская карьера
Еще будучи игроком, начал тренерскую деятельность. С 2014 года тренировал детей в СДЮШОР-3 (Севастополь), с июля 2015 помогал тренировать «Севастополь-2». С августа 2015 года тренировал юношескую команду «Виктория» (Севастополь), а с 2019 года – главный тренер взрослой команды клуб.

## Достижения
«Севастополь»
- Первая лига Украины
  - Чемпион: 2009/10

«Искра-Сталь»
- Кубок Молдавии
  - Обладатель: 2010/11
- Суперкубок Молдавии
  - Финалист: 2011